# Pozoun (varhanní rejstřík)
Pozoun (též posaune, trombone) je pedálový jazykový rejstřík využívaný ve varhanní hudbě. Má silný (většinou slabší než Bombard) bzučivý zvuk, který lze slyšet i při plném zvuku varhan. V dispozici se často objevuje jako 8' a 16' (Contra Posaune), u větších varhan se lze setkat i se 32' (Subcontra Posaune). Výjimkou může být i 64' (Bass Posaune), který se např. nachází v hlavním sále Opery v Sydney.